# Marcel Sioufi
 (février 2016).
Marcel Sioufi, né le 14 février 1934 à Tripoli au Liban, mort le 14 octobre 2015 à Neuilly-sur-Seine, est un avocat libanais, bâtonnier et auteur juridique.

## Biographie

### Enfance et jeunesse
Il est le fils de Georges Sioufi, magistrat et président à la Cour de Cassation, et de Rose Saab.

### Mariage et études
Il épouse en 1957 Andrée Codsi avec laquelle il a 5 enfants : Georges, Nagi, Farid, Nabil et Nayla.

Il obtient sa licence de droit de l’université Saint-Joseph de Beyrouth et s’inscrit au barreau en 1960.

### La guerre du Liban
Élu en 1981 et en 1983 membre du Conseil de l’Ordre des Avocats, Marcel Sioufi s’implique dans la représentativité professionnelle des avocats. À la suite des conférences de Genève et de Lausanne il est désigné membre de la Commission préparatoire pour les réformes constitutionnelles.

En 1989 il est élu bâtonnier de l’Ordre des Avocats de Beyrouth. Malgré un contexte difficile de guerre civile, il s’investit pleinement durant son mandat pour le respect des règles de droit et des valeurs relatives à l’éthique professionnelle des avocats.
En 1997 il est nommé membre de la Commission pour la modernisation des lois au Liban.  

### Les dernières années
Il meurt le 14 octobre 2015 à Paris.

## Son Œuvre
Quand son père meurt en 1959, il décide de compiler tous ses manuscrits et cours de droit civil et il les publie dans un ouvrage en deux volumes intitulé La Théorie générale des obligations et des contrats qui est devenu une référence pour les étudiants et les praticiens au Liban et dans le monde arabe.

Il est l’auteur de plusieurs livres et publications juridiques, notamment Le Transport gratuit en droit libanais et en droit français publié en 1965 à Paris chez LGDJ, étude jugée « très fouillée », examinant en profondeur la comparaison entre les deux jurisprudences. Il publie aussi La Cour de cassation - Organisation, attributions, procédure et moyens de cassation, publié en 1972 à Beyrouth.